# ギフト (企業)
株式会社ギフトホールディングス（ぎふとほーるでぃんぐす、英: GIFT HOLDINGS INC.）は、東京都渋谷区に本社を置く企業。横浜家系ラーメンチェーン店「町田商店」などのラーメン店の運営や、ラーメン店のプロデュースを主な事業とする。

## 概要
2008年1月に社長の田川翔らが東京都町田市で創業した町田商店1号店を事業の源流とする。2009年12月に「株式会社町田商店」（現・株式会社ギフトホールディングス）として法人化:4。2010年8月に2号店を開業し、以後店舗数を増加させていった。2018年10月、東証マザーズへ株式を上場:4。2020年9月、東証一部へ市場変更。2024年6月、町田市から渋谷区に本社を移転。
事業内容は、町田商店をはじめとする直営店の運営と、ラーメン店のプロデュースである:7。直営店事業部門では、国内で横浜家系ラーメンや豚骨ラーメンなどの店舗を運営するほか、海外にも3店舗を展開する:5-8。プロデュース事業部門では、店舗運営ノウハウのコンサルティングを提供しつつ、麺・タレ・スープなどの自社食材の継続取引から利益を上げる形態を採る:7。
麺は大半を平塚市・横浜市の自社製麺工場で製造しているが、タレ・スープは大手食品メーカーに生産を委託している:11。子会社の株式会社ラーメン天華に食材を卸していた株式会社ケイアイケイフーズを2019年8月に買収し、同社那須工場で餃子を製造する。関西地方向けに2020年10月に丹波篠山市に丹波篠山工場（製麺工場）を新設した。

## 沿革

### 創業
創業者の田川翔は高校卒業後の2001年11月、10年以内の独立を目標に壱六家を運営する有限会社ヒロキ・アドバンスに入社:4。修行を重ね、2005年11月には磯子本店の店長に就任:4、独立のため2007年8月に退職した。開業地を探す中で町田の街を気に入り、2008年1月に開業に漕ぎ着けた。田川によると「町田商店」の店名は、家系ラーメン店の定番である「◯◯家」をあえて外し、親しみを持てるように地名の「町田」と暖かみを感じる「商店」を組み合わせたという:3。当初は独自にスープを開発したが、理想とするスープに仕上がらず店を開けないときもあり、壱六家で修行した方法をもとに安定したスープを展開する決断を下した:4。

### 2号店
売り上げは順調に増加し、オープンから2年後には2号店の出店の話が持ち上がった。ラーメン店の匂いに難色を示す大家が多く物件探しが難航する中、スープを他の場所で作ることを条件に契約できる物件にたどり着く:4。そこで、レシピを使ったスープ製造を委託できる業者を探したところ、どの業者も少なくとも10店舗分以上のロットが必要という:4。開拓の結果、スープを共同で用いるラーメン店10店舗を集めることができた:4。こうして2010年8月に2号店となる「代々木商店」を代々木に出店した。

### プロデュース業
スープの共有先のオーナーの紹介で、スープを使いたいという他のラーメン店にもスープを提供するようになる。店舗運営ノウハウなどのコンサルティングもあわせて行うことで、多くの繁盛店を生み出したという:4。ここからラーメン店プロデュース業としても拡大していった。

## 直営店舗

### 町田商店

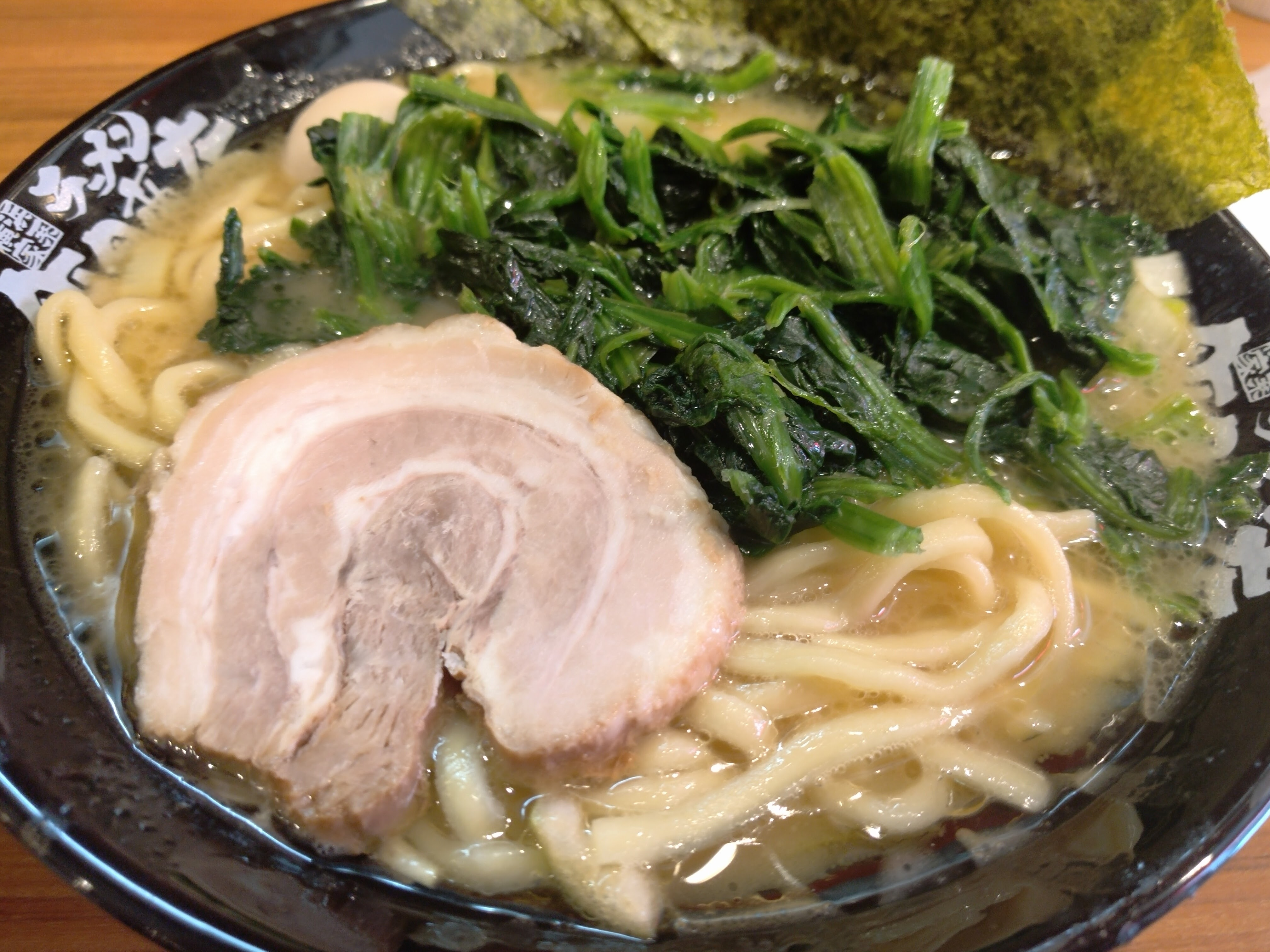
町田商店のラーメン

壱六家の系譜「壱系」の横浜家系ラーメンで、豚ガラを乳化するまで煮込んだ濃厚でクリーミーなスープが特徴:3。
自社製麺工場「四之宮商店」で3種類の小麦を独自に配合して製造された中太麺などを使用する:5。
海苔、ほうれん草、ウズラの卵、チャーシューが基本のトッピング。
麺の固さ、スープの濃さ、脂の量をカスタマイズして注文できるほか、客席には豆板醤やラー油などの調味料と並んで漬物や刻みショウガ・刻みタマネギ・おろしニンニクなどが常備されており、無料でトッピングすることができる:5。
主に都市部では、「代々木商店」「池袋商店」「四谷商店」のように、地名を冠した「◯◯商店」の店名での出店も多い。一方で、ロードサイド店舗では「町田商店」の店名で出店している:3。これらの町田商店系列の店舗を総称して「町田商店系」とも呼ばれる。
地域の客層を考慮してスープの仕上げを調整するなど、味づくりは店舗によって異なる:5。

### 釜焚きとんこつ ばってんラーメン・がっとん
細麺で、濃厚な豚骨ベースの九州ラーメン。替え玉が可能であることが特徴:5。

### 四天王
2015年にコロワイドから買収した、訪日外国人向けの業態。すっきりした豚骨スープが特徴の九州とんこつラーメン。

### ラーメン豚山
豚骨ベースの醤油スープでにんにく・野菜・背脂などを調整できるのが特徴:5の、いわゆる二郎インスパイアのラーメン。にんにくは大さじ2杯、野菜は600gまで増量可。

### みそラーメン店舗
2019年8月に買収した「株式会社ラーメン天華」による9店舗。野菜の旨みを含んだ味噌ベースのラーメン:5。

### E.A.K. RAMEN
家系ラーメンをベースに海外展開する業態で、ロサンゼルスで1店舗、ニューヨークで2店舗を運営している:7。

## プロデュース部門
プロデュース事業部門のビジネスモデルはフランチャイズ方式とは異なり、ロイヤルティーを課すものではない:7。プライベートブランドの麺・タレ・スープ・その他食材の継続提供を条件に店舗運営ノウハウのコンサルティングを有償・無償で提供し、食材卸売による利益を上げるモデルを採用している:15:4。
ラーメン評論家や熱狂的なラーメンファンの中には、セントラルキッチンを採用しチェーンやフランチャイズで展開する家系ラーメン店を「資本系」と呼び、一定の意義は認めながらも、厳しい修行を積んだ職人の技術を必要とする吉村家直系店やその系譜を継ぐ店からなる「本来の家系」と区別する者もいる。中でもギフトホールディングスは「資本系」の代表格とされる（ただ前述のとおり、創業者の田川自身は、吉村家直系ではないものの家系ラーメン店出身の人物である）。